# Haikyū!!
Haikyu! (ハイキュー!!, Haikyū!!, escrit en katakana, provinent del kanji 排球, 'voleibol') és una sèrie de manga shonen escrita i il·lustrada per Haruichi Furudate. Es va serialitzar del 20 de febrer de 2012 al 20 de juliol de 2020 a la revista Shūkan Shōnen Jump, amb volums recopilatoris publicats per l'editorial Shūeisha. Originalment, la sèrie va ser presentada com un one-shot en la revista setmanal Jump NEXT!, també part de Shūeisha. Consta d'un total de 45 volums. El manga ha estat llicenciat a Espanya per Planeta Cómic.
A partir del 6 d'abril de 2014 va començar la retransmissió de la seva adaptació a sèrie anime, produïda per l'estudi Production I.G. que va acabar el setembre del mateix any. També consta d'una segona i tercera temporada, estrenades el 3 d'octubre de 2015 i el 8 d'octubre de 2016 respectivament. A la Jump Special Anime Festa de 2019 es va anunciar la producció de la quarta temporada. La quarta temporada, de 25 capítols i emesa en dues tongades, va estrenar-se l'11 de gener de 2020.
L'anime es va començar a emetre en català l'octubre del 2022, coincidint amb l'estrena del canal SX3 amb previsió d'emetre's les 4 primeres temporades. Dos mesos després, Planeta Cómic va anunciar que començaria a publicar el manga en català a partir del 2023 i el primer volum va sortir el 5 d'abril del mateix any.

## Argument
El Shoyo Hinata, un estudiant d'institut, veu en un televisor un partit de voleibol on juga un jugador conegut com el “Petit Gegant” per ser de baixa alçada. Des de llavors, el Shoyo decideix que vol ser com ell i jugar a voleibol, tot i que ell mateix també és baixet. Aconsegueix muntar un club a l'escola en què és l'únic membre, però no es rendeix i mira d'entrenar com pot pel seu compte. Finalment, aconsegueix formar un equip amb el qual entra al seu primer torneig. En el primer partit perden contra un dels equips més forts del campionat amb un jugador, el Tobio Kageyama, conegut com “el rei de la pista”. D'aquest encontre sorgeix una gran rivalitat entre el Shoyo i el Tobio que motiva Shoyo a continuar entrenant amb l'objectiu d'entrar a l'institut Karasuno, on va jugar el “petit gegant”. En graduar-se aconsegueix entrar-hi, però allà es troba que un dels altres nous membres del club de voleibol és el Tobio Kageyama.

## Personatges
Institut Karasuno
Shoyo Hinata (日向 翔陽, Hinata Shōyō)
Veu: Ayumu Murase  (japonès), Iván Priego (català)
El Shoyo és un estudiant de primer curs de l'institut Karasuno. Juga a la posició de bloquejador central. És baixet i no té entrenament previ en voleibol. Tot i això, destaca per la seva gran capacitat de salt, agilitat i velocitat i amb l'ajuda del Kageyama, es converteix en un jugador essencial per a l'equip. Admira “El petit gegant” un exjugador del Karasuno, que l'inspira a voler aprendre voleibol.
Tobio Kageyama (影山 飛雄, Kageyama Tobio)
Veu: Kaito Ishikawa  (japonès), Marcel Navarro (català)
El Tobio és un talentós col·locador de primer curs a l'institut Karasuno. Va rebre el sobrenom de “Rei de la pista” dels seus companys a l'escola mitjana Kitagawa Daiichi, per la seva manera individualista de jugar i la seva actitud egocèntrica. Gràcies a l'equip del Karasuno la seva visió va canviant i comprèn la importància del joc en equip. Va aprendre de l'Oikawa, un col·locador dos anys més gran amb qui va compartir un any a l'equip de la Kitagawa Daiichi.
Daichi Sawamura (澤村 大地, Sawamura Daichi)
Veu: Satoshi Hino  (japonès), Cesc Martínez (català)
És un estudiant de tercer any de l'institut Karasuno i capità de l'equip de voleibol. Juga en posició de lateral dret. Destaca per la bona formació en recepcions i habilitats defensives.
Koshi Sugawara (菅原 孝支, Sugawara Kōshi)
Veu: Miyu Irino  (japonès), Sergi Olmo (català)
Més conegut com a Suga, és un estudiant de tercer curs i sotscapità de l'equip de voleibol. Juga en la posició de col·locador, tot i que deixa de ser titular amb l'aparició del Kageyama.
Asahi Azumane (東峰 旭, Azumane Asahi)
Veu: Yoshimasa Hosoya  (japonès), Sergi Mani (català)
L'Azumane és un estudiant de tercer curs del Karasuno que juga com a lateral esquerra i té el títol d'as o estrella de l'equip. Després d'una derrota contra Datekougyou en un partit, abandona temporalment el voleibol, però amb l'aparició de Kageyama i Hinata, torna a unir-se a l'equip.
Ryunosuke Tanaka (田中 龍之介, Tanaka Ryūnosuke)
Veu: Yū Hayashi  (japonès), Roger Pera (català)
El Tanaka és un estudiant de segon curs del Karasuno que juga com a lateral esquerra. És molt competitiu i destaca per la seva fortalesa mental i la seguretat en si mateix. És enèrgic i es deixa portar per les seves pròpies emocions.
Yu Nishinoya (西谷 夕, Nishinoya Yū)
Veu: Nobuhiko Okamoto  (japonès), Gerard Cruset (català)
També conegut com a Noya, és un estudiant de segon curs del Karasuno que juga a la posició de lliure. Li donen el sobrenom de “Guardià del Karasuno” per la seva funció defensiva. És el jugador més baix de l'equip i va ser reconegut com un dels lliures més talentosos en la seva anterior escola, Chidoriyama. Després d'haver estat suspès per una discussió amb l'Asahi davant del sotsdirector, es reincorpora a l'equip amb l'aparició de Hinata per ajudar-lo a millorar les seves habilitats defensives.
Chikara Ennoshita (縁下 力, Ennoshita Chikara)
Veu: Toshiki Masuda  (japonès), Marc Cañadell (català)
L'Ennoshita és un estudiant de segon i tot i que no és titular actualment, és la primera opció a capità després de la graduació dels de tercer. La seva posició és lateral, tot i que se l'ha vist tant jugant de lateral esquerra com de lateral dret al llarg de la sèrie.
Kei Tsukishima (月島 蛍, Tsukishima Kei)
Veu: Kōki Uchiyama  (japonès), Roger Isasi-Isasmendi (català)
El Tsukishima és estudiant de primer any i el membre més alt de l'equip. Juga com a bloquejador central. La seva personalitat és freda i mostra poc interès per entrenar perquè va veure el seu germà gran passar-ho malament durant la seva època al Karasuno. El seu millor amic, el Tadashi Yamaguchi, li dona suport constantment.
Tadashi Yamaguchi (山口 忠, Yamaguchi Tadashi)
Veu: Sōma Saitō  (japonès), Marcos de la Calle (català)
El Yamaguchi és l'únic jugador de primer curs no titular. Juga com a bloquejador central i el seu punt fort és els serveis que entrena amb l'ajuda de Makoto Shimada.
Institut Aoba Jousai
Toru Oikawa (及川 徹, Oikawa Tōru)
Veu: Daisuke Namikawa  (japonès), Lluís Torrelles (català)
Oikawa és un estudiant de tercer curs, capità de l'equip de voleibol i juga com a col·locador. Va coincidir amb Kageyama a l'escola prèvia, Kitagawa Daiichi, amb qui manté una relació tensa. Va ser reconegut com el millor col·locador de la prefectura i va rebre invitacions per entrar a l'Acadèmia Shiratorizawa tot i que la va rebutjar.
Issei Matsukawa (松川 一静, Matsukawa Issei)
Veu: Isamu Yūsen  (japonès), Marc Gómez (català)
Matsukawa és un estudiant de tercer curs i juga com a bloquejador central.
Takahiro Hanamaki (花巻 貴大, Hanamaki Takahiro)
Veu: Tōru Sakurai  (japonès)
Hanamaki és un estudiant de tercer curs que juga com a atacant lateral.
Hajime Iwaizumi (岩泉 一, Iwaizumi Hajime)
Veu: Hiroyuki Yoshino  (japonès), Carles Lladó (català)
Iwaizumi és el sotscapità de l'equip. Juga com a lateral esquerra i és considerat l'as o jugador estrella de l'equip. És alumne de tercer curs d'Aoba Jousai i millor amic d'Oikawa, amb qui va compartir equip a Kitagawa Daiichi.
Shinji Watari (渡 親治, Watari Shinji)
Veu: Arthur Lounsbery  (japonès)
Watari és un estudiant de segon curs i juga com a lliure, tot i que en el passat va ser col·locador.
Shigeru Yahaba (矢巾 秀 Yahaba Shigeru)
Veu: Kengo Kawanishi  (japonès), Xavier Massip (català)
Yahaba és estudiant de segon curs i col·locador quan Oikawa es lesiona.
Yutaro Kindaichi (金田一 勇太郎, Kindaichi Yūtarō)
Veu: Makoto Furukawa  (japonès), Eric Palau (català)
Kindaichi és de primer curs i va estudiar a Kitagawa Daiichi, on va coincidir amb Kageyama, amb qui manté una relació tensa. La seva posició és bloquejador central.
Akira Kunimi (国見 英, Kunimi Akira)
Veu: Atsushi Tamaru  (japonès), Jaume Cuartero (català)
Kunimi és estudiant de primer, també provinent de l'escola Kitagawa Daiichi, on va jugar amb Kageyama. Juga com atacant lateral i se'l caracteritza per la seva desmotivació a l'hora de jugar.
Institut Nekoma
Tetsuro Kuro (黒尾 鉄朗, Kurō Tetsurō)
Veu: Yūichi Nakamura  (japonès), Carles Lladó (català)
El Kuro és un estudiant de tercer curs i capità de l'equip de voleibol del Nekoma, a la prefectura de Tòquio. És amic de la infància de Kenma i juga com a bloquejador central.
Nobuyuki Kai (海 信行, Kai Nobuyuki)
Veu: Takanori Hoshino  (japonès), Lluís Gustems (català)
Kai és un estudiant de tercer curs i sotscapità de l'equip. Juga en la posició de lateral.
Morisuke Yaku (夜久 衛輔, Yaku Morisuke)
Veu: Shinnosuke Tachibana  (japonès), Marc Cañadell (català)
Yaku és estudiant de tercer curs i lliure de l'equip. És el jugador més baix del Nekoma i s'enfada si se l'hi recorda.
Taketora Yamamoto (山本 猛虎, Yamamoto Taketora)
Veu: Seigo Yokota  (japonès), Jaume Cuartero (català)
Taketora és un estudiant de segon curs i as o jugador estrella del Nekoma. Juga de posició lateral i comparteix afinitat amb Tanaka del Karasuno per la semblança de les seves personalitats.
Kenma Kozume (孤爪 研磨, Kozume Kenma)
Veu: Yūki Kaji  (japonès), Alex Molina (català)
El Kenma és un estudiant de segon curs i col·locador de l'equip. És amic de la infància del Kuro. No és particularment adepte al voleibol i té preferència pels videojocs, però té una gran capacitat d'anàlisi i observació que li permet ser el “cervell” de l'equip, articulant i organitzant les estratègies de joc. Té una bona amistat amb el Hinata del Karasuno.
Shohei Fukunaga (福永 招平, Fukunaga Shōhei)
Veu: Shōta Chōnan  (japonès), Roger Serradell (català)
Fukunaga és un estudiant de segon curs i atacant lateral de l'equip.
So Inuoka (犬岡 走, Inuoka Sō)
Veu: Kyōsuke Ikeda  (japonès), Lluís Torrelles (català)
Inuoka és un estudiant de primer any que juga de bloquejador central. Té una bona amistat amb Hinata del Karasuno. Deixa de ser titular amb l'aparició de Haiba Lev.
Lev Haiba (灰羽 リエーフ, Haiba Riēbu)
Veu: Mark Ishii  (japonès), Lluís Gustems (català)
Haiba és un estudiant de primer curs d'ascendència russa, criat al Japó, que fa més de 190 cm. Vol ser l'as de l'equip però és nou jugant a voleibol i encara no coneix les bases de l'esport.
Altres Personatges
Kiyoko Shimizu (清水 潔子, Shimizu Kiyoko)
Veu: Kaori Nazuka  (japonès), Conchita Ramírez (català)
La Shimizu és estudiant de tercer del Karasuno i mànager de l'equip.
Yachi Hitoka (谷地 仁花, Hitoka Yachi)
Veu: Sumire Morohoshi  (japonès), Cristal Barreyro (català)
Yachi és una estudiant de primer curs i aprenenta de mànager del Karasuno, per agafar la posició de Shimizu quan es graduï. Se suma a l'equip gràcies a la influència de Hinata principalment.
Yui Michimiya (道宮 結, Michimiya Yui)
Veu: Asami Seto  (japonès), Conchita Ramirez (català)
Michimiya és una estudiant de tercer curs i capitana de l'equip femení de voleibol del Karasuno. Té una bona amistat amb Daichi.
Ittetsu Takeda (武田 一鉄, Takeda Ittetsu)
Veu: Hiroshi Kamiya  (japonès), Jordi Domènech (català)
Takeda és el professor a càrrec del club de voleibol del Karasuno. Tot i no saber-ne gaire, de voleibol, ja que és professor de literatura, s'esforça per aprendre i també per aconseguir partits amb escoles importants.
Keishin Ukai (烏養 繋心, Ukai Keishin)
Veu: Kazunari Tanaka, Hisao Egawa  (japonès), Pep Papell (català)
L'Ukai és l'entrenador de l'equip del Karasuno i venedor de la botiga Sakanoshita (坂ノ下商店, Sakanoshita Shōten) propietat de la seva mare. És un exalumne del Karasuno i net de l'entrenador llegendari del Karasuno. Quan formava part del Karasuno de jove, tenien una gran rivalitat amb el Nekoma, i és amb aquesta rivalitat que el Takeda aconsegueix que entreni el nou equip del Karasuno.

## Llançament

### Manga
Escrit i il·lustrat per Haruichi Furudate, les sèries es van serialitzar a la Shūkan Shōnen Jump des del 20 de febrer de 2012 fins al 20 de juliol de 2020, amb un total de 45 volums.
A la conferència de Planeta Cómic del Saló del Manga de Barcelona de 2022, van anunciar que començarien a publicar el manga en català a partir de 2023 i finalment va sortir el 5 d'abril del mateix any.

### Radioteatre
Un radioteatre per la sèrie es va realitzar el novembre de 2012 al programa de Sakiyomi Jum-Bang! de TV Tokyo amb múltiples dobladors proveint les veus dels personatges com a assaig. Va ser posteriorment distribuït per la web de Shueisha's Vomic el desembre de 2012.

### Anime
La seva adaptació a sèrie d'animació va ser produïda per Production I.G amb un total de 25 episodis, estrenada el 6 d'abril de 2014 a les 5.00 de la tarda per MBS i TBS juntament amb altres canals de nacionals i amb subtítol en angles a Crunchyroll. En els primers 13 episodis el tema d'obertura és “Imagination” de Spyair i el tema final “Tenchi Gaeshi” de NICO Touches the Walls; del 15 al 25 el tema d'obertura és “Ah Yeah” interpretat per Sukima Switch i el tema final és “LEO” de Tacica. L'episodi 14 no té tema d'obertura però es fa servir la cançó “Ah Yeah” com a final de l'episodi.
Compta amb una OVA projectada a principis de novembre de 2014 a la Jump Special Anime Festa. El 4 de març del mateix any es va posar a la venda una edició limitada del volum 15 del manga.
La segona temporada va ser anunciada a la combinació de la quarta i cinquena edició combinada de la Shūkan Shōnen Jump de 2015 i es va estrenar el 4 d'octubre de 2015. Té un total de 25 episodis. Per aquesta temporada s'hi van sumar dos canals de televisió, Tokyo MX i BS11, i tant els treballadors com els dobladors van tornar al projecte. Dels episodis 1-13 el tema d'obertura és “I'm a Believer” de Spyair i el tema final és “Climber” de Galileo Galilei. De l'episodi 14 al 25 el tema d'obertura és “FLY HIGH” de Burnout Syndromes i el tema final “Hatsunetsu (fever)” (発熱 - はつねつ) de Tacica.
A la segona temporada s'afegeix una OVA projectada a la Jump Special Anime Festa de novembre de 2015 titulada “VS Akaten” (VS "赤点"). Es va posar en venda juntament amb l'edició limitada del vint-i-unè volum del manga el 2 de maig de 2016. Aquesta OVA conté una història no vista ni a l'anime ni al manga que té lloc entre els episodis 3 i 4 de la segona temporada (“Murabito B”” 村人B” i “Center Ace”” センターエース”).
La tercera temporada de 10 episodis únicament, va ser anunciada a la setzena edició de la Shūkan Shōnen Jump i estrenada el 8 d'octubre de 2016. El títol és Haikyū!! Karasuno High School vs Shiratorizawa Academy (ハイキュー!! 烏野高校 VS 白鳥沢学園高校 Haikyū!! Karasuno Kōkō VS Shiratorizawa Gakuen Kōkō). El tema inicial utilitzat és “Hikari Are” de Burnout Syndromes i el final és “Mashi Mashi” de NICO Touches the Walls.
Durant la Jump Special Anime Festa de 2019 es va anunciar la continuació de la sèrie amb una quarta temporada, de la qual es farà un esdeveniment inicial el 22 de setembre de 2019.
L'anime es va començar a emetre en català el 10 d'octubre del 2022, coincidint amb la renovació del Canal Super3, el canal SX3. Se'n van doblar les quatre temporades i les cinc OVAs existents fins al moment.

#### Pel·lícules originals
El 13 d'agost de 2022 es van anunciar dues pel·lícules de Haikyū!!, que farien la funció de donar final a l'anime. La primera pel·lícula, anomenada Haikyu!! La batalla als contenidors (劇場版ハイキュー!! ゴミ捨て場の決戦, Gekijōban Haikyū!! Gomi Suteba no Kessen) es va estrenar el 16 de febrer de 2024 al Japó.
Es va saber en un començament que Crunchyroll la portaria als cinemes dels Països Catalans tan sols doblada i subtitulada al castellà el 30 de maig de 2024. Arran d'això, es va crear una campanya per demanar que es portés doblada al català, atès que la sèrie s'havia doblat sencera recentment i també s'havia començat a publicar el manga en la nostra llengua. Aquesta campanya va comportar la creació d'un coixinet #Haikyuencatalà i una recollida de signatures a la plataforma Change.org, que va arribar a més de 600 en una setmana. Finalment, el 24 d'abril el compte de Crunchyroll a Twitter va anunciar que arribaria doblada en català el 31 de maig de 2024, juntament amb les altres versions. Tan sols es va estrenar als cinemes de Catalunya.

#### Pel·lícules recopilatòries
Posteriorment a l'emissió de la primera temporada de l'anime, es van publicar dues pel·lícules recopilatòries. La primera pel·lícula Gekijō-ban Haikyu!! Owari to Hajimari (Haikyu!! La pel·lícula: final i principi) es va estrenar el 3 de juliol de 2015 i la segona Gekijō-ban Haikyu!! Shōsha to Haisha (Haikyu!! La pel·lícula: guanyadors i perdedors) estrenada el 18 de setembre de 2015.
La tercera i quarta pel·lícules recopilatòries van sortir després de la segona i la tercera temporada el 15 de setembre i el 29 de setembre respectivament en projeccions de dues setmanes de durada al Japó. La tercera pel·lícula va rebre el nom de Haikyu!! Sainō to Sense (Haikyu!! Talent i sentit) i la quarta Haikyu!! Concept no Tatakai (Haikyu!! Batalla de conceptes).

### Videojocs
Shōyō Hinata apareix com a personatge auxiliar al joc de lluita J-Stars Victory VS de Shonen Jump per PlayStation 3, PlayStation 4 i PlayStation Vita, un joc crossover amb multitud de personatges de la revista Shūkan Shōnen Jump. el 31 de Juliol es va estrenar el videojoc de Play Store Haikyū!! Fly High per a dispositius electrònics, on jugues els teus propis partits i crees els teus propis equips.

### Hiperprojecció teatral
La sèrie es va adaptar a un total de 7 espectacles teatrals que combinen imatges del manga, projeccions de l'anime i teatre en directe.
La primera obra va rebre el nom de Hyper Projection Engeki “Haikyū!!" (ハイパープロジェクション演劇「ハイキュー!!). Cobreix la primera part de l'arc de formació de l'equip. Es va estrenar el novembre de 2015 i el Blu-ray oficial va sortir a la venda el 16 de març de 2016. La banda sonora de l'obra va sortir a la venda el 9 de maig de 2016 amb un total de 17 cançons. L'obra es va repetir l'abril de 2016 amb el nom de Hyper Projection Engeki “Haikyū!!” “Itadaki no Keshiki” (ハイパープロジェクション演劇「ハイキュー!!」"頂の景色").
La segona obra es va presentar l'octubre de 2016 amb el títol Hyper Projection Engeki "Haikyū!!" “Karasuno, Fukkatsu!” (ハイパープロジェクション演劇「ハイキュー!!」"烏野, 復活!"). Aquesta obra conté la segona part de l'arc de formació de l'equip.
La tercera obra representada rep el nom de Hyper Projection Engeki “Haikyū!!" "Shōsha to Haisha" (ハイパープロジェクション演劇「ハイキュー!!」"勝者と敗者) i està completament dedicada al partit entre l'Aoba Jousai i el Karasuno. Es va estrenar el març de 2017.
La quarta obra, estrenada el setembre de 2017, cobreix l'arc del campament d'estiu i rep el nom de Hyper Projection Engeki "Haikyū!!" "Shinka no Natsu" (ハイパープロジェクション演劇「ハイキュー!!」"進化の夏)
La cinquena obra amb el nom Hyper Projection Engeki "Haikyū!!" "Hajimari no Kyojin" (ハイパープロジェクション演劇「ハイキュー!!」"はじまりの巨人) es va estrenar l'abril de 2018 i conté els partits del Karasuno contra el Jouzenji i el Wakutani.
La sisena obra es va portar als escenaris l'octubre de 2018 amb el nom de Hyper Projection Engeki "Haikyū!!" “Saikyō no Chīmu” (ハイパープロジェクション演劇「ハイキュー!!」"最強の場所") i recull el segon partit del Karasuno contra l'Aoba Jousai i el partit contra Shiratorizawa.
La setena obra, estrenada el 5 d'abril de 2019, se centra en els partits entre els equips de Tòquio: el Nekoma, el Fukurōdani i el Nohebi. L'obra s'anomena Hyper Projection Engeki "Haikyū!!" "Tōkyō no Jin" (ハイパープロジェクション演劇「ハイキュー!!」"東京の陣") i està programada per continuar als escenaris fins al 6 de maig.

## Rebuda
Aquesta sèrie va tenir una rebuda positiva. Fins al gener de 2018 va arribar a vendre 28 milions de còpies. El primer volum va aconseguir el número 22 a Tohan Charts entre el 4 i el 10 de juny del 2012, mentre que el segon va estar en la posició 18 del 6 al 12 d'agost. i el tercer també el número 18 del 8 al 14 d'octubre. A la llista de mangues recomanats de la Zenkoku Shoten'in ga Eranda Osusume Comic 2013 de Honya Club va ser posicionat quart d'una selecció de 15 mangues.
Va guanyar la 61a edició del Premi Shogakukan en la categoria shonen el 2016.
En l'edició de 2017 de la llista de millors novel·les gràfiques per joves adults de l'Associació de Serveis bibliotecaris per a joves adults (YALSA), que pertany a l'American Library Association.
Aquest anime es va incloure en uns quants rànquings individuals de diversos escriptors d'Anime News Network, sent valorable entre les millors sèries d'anime del 2016. La tercera temporada també es va incloure per separat en els millors animes de la temporada de tardor del mateix any.
Entre el 20 de desembre de 2015 i l'11 de desembre de 2016 va ser la cinquena franquícia més prolífera al Japó, amb una recaptació de 4.508.140.510 iens (35.962.078,18 €) a la venda de mangues, DVD, Blu-Ray i CD.